# 抱擁家族
『抱擁家族』（ほうようかぞく）は、小島信夫の長編小説。1965年7月号の「群像」に掲載・発表された後、同年9月に講談社より書籍化され、同年に第1回谷崎潤一郎賞を受賞した。
同作が制作された背景には、作者の小島信夫自身が1963年に学生結婚を果たした妻を亡くしたことがあるとされている。
江藤淳の評論『成熟と喪失』（1967年）にて大々的に批評の対象となった。大人＝主体への「成熟」を忌避する、「「父」としての統治能力の欠如」によって家庭崩壊に至ることになる主人公像は同時代の日本の象徴であるという読解は強い影響力を与え、本作を戦後日本を考察する上で繰り返し参照される作品へと導いた。

## あらすじ
同作の主人公は、翻訳家としても活動する外国文学専門の大学教師・三輪俊介である。俊介は、家政婦のみちよから妻の時子がアメリカ兵のジョージと肉体関係を持ったと告げられる。しかし、時子がジョージの愛撫を受けたこと以外ははっきりとせず、ジョージとみちよの言い分は食い違い、時子は謝罪の言葉すら述べなかった。結果的に、妻を裁くだけの倫理観を持ち合わせていなかった主人公は、家族の危機を回避するために、時子の提案に乗じて郊外に家を新築する。しかし、時子は乳癌で死亡し、息子の良一は挙げ句の果てに家出をしてしまう。

## 舞台
1971年には同作を八木柊一郎が脚色し、小島信夫自らが演出を務めた舞台が初演されている。